# Ghetto (canção de Akon)
"Ghetto" é uma canção do cantor senegalês de hip hop Akon. É a quinta faixa e segundo single do álbum de estreia Trouble, sendo lançado como single em 21 de dezembro de 2004.
Em 22 de janeiro de 2005, alcançou a #92 na Billboard Hot 100, permanecendo por 5 semanas, na posição de número #53 da Billboard R&B/Hip-Hop Songs, permanecendo durante 20 semanas, e na #2 posição nas paradas da Holanda.

## Paradas e posições
| Paradas (2005)                               | Melhor posição |
| -------------------------------------------- | -------------- |
| Países Baixos - Single Top 100               | 2              |
| Estados Unidos - Billboard Hot 100           | 92             |
| Estados Unidos - Billboard R&B/Hip-Hop Songs | 53             |